# Argonàutiques òrfiques
|  | Aquest article tracta sobre l'obra del segle IV. Vegeu-ne altres significats a «Argonàutiques». |

Les Argonàutiques òrfiques, en grec Ὀρφέως Ἀργοναυτικά, és el títol d'un poema èpic de 1376 hexàmetres escrit en grec antic. Al poema, Orfeu narra en primera persona al seu deixeble Museu el viatge dels argonautes.
Durant molt de temps es va pensar que era un dels poemes grecs més antics, coetani d'Homer, perquè l'autor imita el vocabulari i la prosòdia homèrica. En trobar anacronismes, errors geogràfics i altres errors, des de l'inici del segle xix, els estudis crítics més recents situen l'obra més o menys al segle iv, tot i que és possible que l'escriptor s'hagi inspirat en fonts anteriors ara desaparegudes. Tampoc no s'ha trobat cap citació de l'obra en autors anteriors al segle iv. Aquesta absència de citacions d'una obra tant popular seria sorprenent, si fos realment més antiga.
És una de les tres variacions més conegudes d'aquesta llegenda, al costat de la de Gai Valeri Flac i Les Argonàutiques d'Apol·loni Rodi. Aquesta versió emfatitza més el paper d'Orfeu i dona un caràcter més mitològic a la llegenda en pretendre, per exemple, que l'Argo va ser el primer vaixell mai construït per l'home.